# Casa Perducci

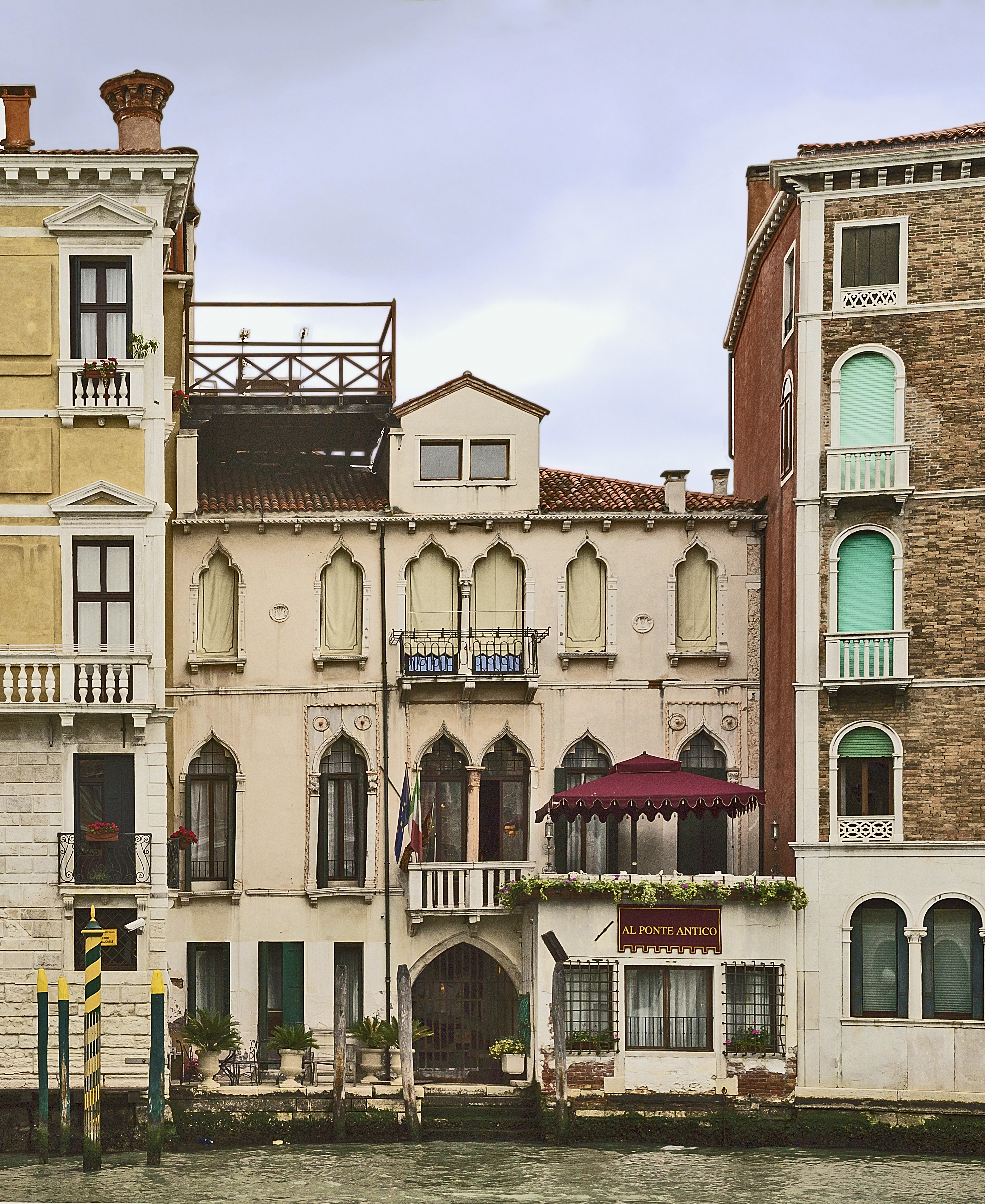
Frontfassade der Casa Perducci

Casa Perducci ist ein Palast in Venedig in der italienischen Region Venetien. Er liegt im Sestiere Cannaregio mit Blick auf den Canal Grande zwischen dem Palazzo Civran und dem Palazzo Ruzzini, etwas vor dem Fondaco dei Tedeschi.

## Beschreibung
Der kleine Palast hat drei Stockwerke und eine Mansarde. In der Mitte des Erdgeschosses ist ein Spitzbogenportal zum Wasser, an das auf der linken Seite drei einzelne, rechteckige Fenster in voller Raumhöhe anschließen. Das rechte davon ist nur halb so breit wie die beiden anderen. Sie sind ebenso neueren Datums wie der einstöckige Anbau auf der rechten Seite der Fassade, der mit einem rechteckigen Doppelfenster in der Mitte versehen ist, das von zwei einzelnen, vergitterten Fenstern flankiert wird.
Im ersten Obergeschoss liegt in der Mitte der Fassade ein Doppelfenster mit Kielbögen, das von zwei Paaren einzelner Kielbogenfenster flankiert wird. All diese Fenster sind ebenfalls raumhoch. Auf dem Dach des eingeschossigen Anbaus auf der rechten Seite der Fassade liegt eine Terrasse. Das Doppelfenster ist mit einem Balkon mit steinerner Brüstung versehen.
Das zweite Obergeschoss ist niedriger als das erste, besitzt aber die gleiche Fensteraufteilung wie dieses. Auch die Fenster sind niedriger und zugemauert. Das mittlere Doppelfenster hat einen Balkon mit gusseisernem Geländer.
Auf dem Dach, über dem mittleren Doppelfenster des zweiten Obergeschosses, ist eine Giebelgaube neueren Datums aufgebaut, die ein kleines, rechteckiges Doppelfenster hat. Links davon, zum ein Stockwerk höheren Palazzo Civran hin, ist eine hölzerne Plattform mit ebensolchem Geländer auf dem Dach aufgestellt.